# Bowie State Bulldogs
Bowie State Bulldogs (español: los Bulldogs de la Estatal de Bowie) es el nombre de los equipos deportivos de la Universidad Estatal de Bowie, situada en Bowie, Maryland. Los equipos de los Bulldogs participan en las competiciones universitarias organizadas por la NCAA, y forman parte desde 1979 de la Central Intercollegiate Athletic Association.

## Programa deportivo
Los Bulldogs compiten en 4 deportes masculinos y en otros 7 femeninos:
| - Masculino - Baloncesto - Fútbol americano - Cross - Atletismo | - Femenino - Baloncesto - Voleibol - Cross - Atletismo - Softball - Tenis - Bowling |

## Instalaciones deportivas
- A.C. Jordan Arena es el pabellón donde disputan sus competiciones los equipos de baloncesto y voleibol. Tiene una capacidad para 2.200 espectadores y fue inaugurado en 1973.[1]

- Bulldogs Stadium es el estadio donde disputan sus encuentros el equipo de fútbol americano. Tiene una capacidad para 2.964 espectadores.[1]